# Cueva Deboyo
La cueva Deboyo (en asturiano: Cueva Deboyu) se encuentra situada dentro de la reserva de la biosfera del parque natural de Redes en el concejo de Caso en Asturias. 
Se trata de una cueva de origen kárstico por la que discurre el río Nalón  cerca del pueblo de Les Yanes (perteneciente a la parroquia de Campo de Caso) y paralela a la carretera AS-117, con una longitud total de 200 metros. De gran interés por disponer de nidos de los murciélagos del Parque Natural de Redes como son el murciélago de herradura mediterráneo, murciélago de ribera, el murciélago grande de herradura, murciélago enano y el murciélago de cueva.
Fue declarada monumento natural de Asturias el 22 de mayo de 2003.